# 迪龍公司
迪龍-埃羅公司（英語：Dillon Aero, Inc.）是一間生產美国空军GAU-2B/A（即是美国陆军的M134）7.62×51毫米北約口徑迷你砲機槍（主要是由美国陆军第160特种作战航空团所使用）的美国槍械製造公司。該公司已經對該武器進行完全的重新設計，顯著地提高了其可靠性，同時降低其重量。公司的生產設施位於亞利桑那州的斯科茨代爾。

## 歷史
越南战争期間，美國政府購入了大約10,000挺M134迷你砲機槍。但到了1975年，由於陸軍擁有大量M134的備用零部件庫存，原生產商停止了備用零部件的生產，結果到了1985年，僅有少量的殘留備用零部件庫存。部隊無法對它們進行維修，所以到了1990年代就只有美国陆军第160特种作战航空团和一些海軍特種船隻部隊因經常使用而保留了它們。
到了大約1990年，迪龍-埃羅公司巧合地從一個「友好的外國用戶」收購了一大批迷你砲機槍和其備用零部件。雖然沒有意識到是美國陸軍使用的武器，迪龍-埃羅經歷了不斷的射擊故障，並判斷了他們實際上剩餘部分已被磨損的武器。迪龍-埃羅確定了原因是與設計有關並且決定著手去解決問題，而不是單純地把零件入庫處理。修復導致故障的問題最終改善了迷你砲機槍的整體設計。
1995年，美國陸軍裝甲及武器壽命週期管理司令部（英語：United States Army TACOM Life Cycle Management Command）開始為美國陸軍第160特種作戰航空團購入備用迷你砲機槍。但是這時候軍事工業供應商卻難以原始圖紙重新生產出當時原來規格的零部件，結果生產出來的零部件不可靠；並由於它們混在操作中的備用零部件庫存以內，造成操作混用零部件批次的武器會隨機發生不可靠的故障。美國陸軍第160特種作戰航空團不知道這個事實，使用不能的迷你砲機槍動搖了該單位對該系統的信心。因而導致美國陸軍第160特種作戰航空團考慮完全放棄該武器。這一切基本上幾乎斷送了它在美國軍隊的服役生涯。
這時迪龍-埃羅公司在改進迷你砲機槍的設計上的努力吸引到美國陸軍第160特種作戰航空團的注意力，後者還邀請前者來到肯塔基州坎貝爾堡，以展示他們的產品。迪龍-埃羅帶來了脫鏈／裝彈機，用以將子彈從彈鏈上分離，並且將子彈送入機槍外殼以內；而這正是美國陸軍第160特種作戰航空團所喜好到必需要的零部件，並自1997年開始訂購。這它促使迪龍-埃羅改進其他設計方面，包括重新設計了槍機、外殼和槍管在內的零部件。在1997年至2001年之間，迪龍-埃羅以每年25至30具產品的速度生產。在2001年，它正在研究全新的槍機設計，以提高性能和使用壽命。到了2002年，他們事實上已經改進了迷你砲機槍的每一個組成部分，所以迪龍開始生產具有他們的改進組件的整挺完整武器。作為標準化的武器系統，美國陸軍第160特種作戰航空團很快就購入了迪龍-埃羅的迷你砲機槍。隨後，該槍經歷了陸軍的正式採購系統批准程序，並且在2003年，迪龍-埃羅的迷你砲機槍獲得裝甲及武器壽命週期管理司令部的認證，並且命名為M134D。
2020年，迪龍公司在SHOT Show以上展出了其三管.50 BMG口徑的503D加特林重機槍。

## 設計
M134D的核心是其不鏽鋼外殼和钢製轉子。由於美国陆军第160特种作战航空团就是他們的主要客戶，迪龍-埃羅發現了一個商機，以減少該武器的重量。他們開發了钛製外殼和轉子，並且命名為M134D-T；這使該槍設計的重量從62磅（28.12公斤）降低41磅（18.6公斤）。鈦製外殼的使用壽命為500,000發，儘管這仍比常規的機槍的40,000發壽命為高，但對於轉管機槍而言的壽命仍過短。因此狄龍-埃羅也推出了這兩款武器的混合型，並且命名為M134D-H，它將外殼改回不銹鋼製並保留了钛製轉子。因為使用不銹鋼部件，令其較為便宜；而且這些改變只讓重量增加了1磅（0.45公斤），比M134D-T稍重，但卻令使用壽命增加至1,000,000發。2013年，這種混合型被美國陸軍第160特種作戰航空團的各種單位所使用。

## 迪龍公司迷你砲機槍的使用
除了武器設計，狄龍亦提高了專業化的武器架座及彈藥處理系統。最初，他們製造的是航空系統的架座。然後，從2003至2005年，海軍開始在專門化小型船隻以上架設狄龍迷你砲機槍。2005年，海軍水上作戰中心克蘭分部採購狄龍迷你砲機槍並且架設在悍馬以上。在伊拉克地面上的陸軍特種部隊在車輛以上架設了M134D們，並以它倆極高的火力容量令在當地的叛亂分子們都目瞪口呆，並且導致他們在前者攻勢以下被迅速打破。機槍對敵方部隊的生理效應導致特種部隊以掩飾他們的機槍來誘騙他們進攻，而常規陸軍部隊亦反過來開始繪畫並且將六根聚氯乙烯管材捆綁在一起，使得叛亂分子認為他們都帶著它來勸阻他們的攻勢。

## 公司
邁克·迪龍（英語：Mike Dillon）是迪龍-埃羅公司和迪龍精密（英語：Dillon Precision）的董事長，而後者生產的是協助手動重裝的壓床（英語：Reloading press）和其他重新裝填的設備。

## 流行文化

### 登場於探索頻道
迪龍公司生產的M134迷你砲機槍曾經於以下節目登場：
- Lock N' Load with R. Lee Ermey（英语：Lock N' Load With R. Lee Ermey）的“機槍”（英語：Machine Guns）部份
- 新时代武器（英语：Future Weapons）2007年12月20日第3季第5集（播出順序為第24集）“槍火重砲”（英語：GUNS）
- 流言終結者：
  - 2007年11月21日第5季第91集（播出順序為第107集）：“桶裡射魚”（英語：Shooting Fish in a Barrel）
  - 2008年1月19日第6季第95集（播出順序為第111集）：“龐德特集（上）”—“瓦斯桶爆破”（英語：James Bond Special 1—Propane Tank Peril）
  - 2008年1月19日第6季第99集（播出順序為第115集）：“觀眾提問特集二”—“機槍掃射砍樹”（英語：Viewer Pick Special 2—Tree Machine Gun）[4]

## 圖集

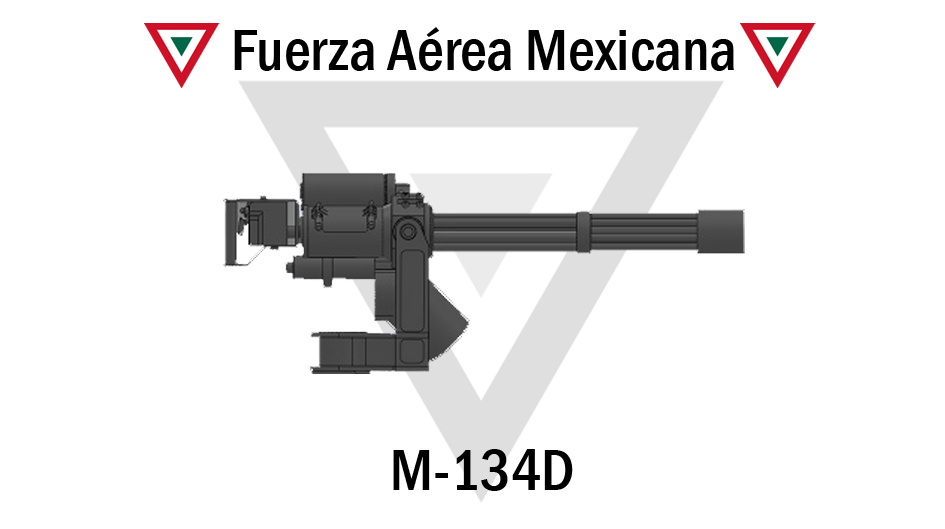
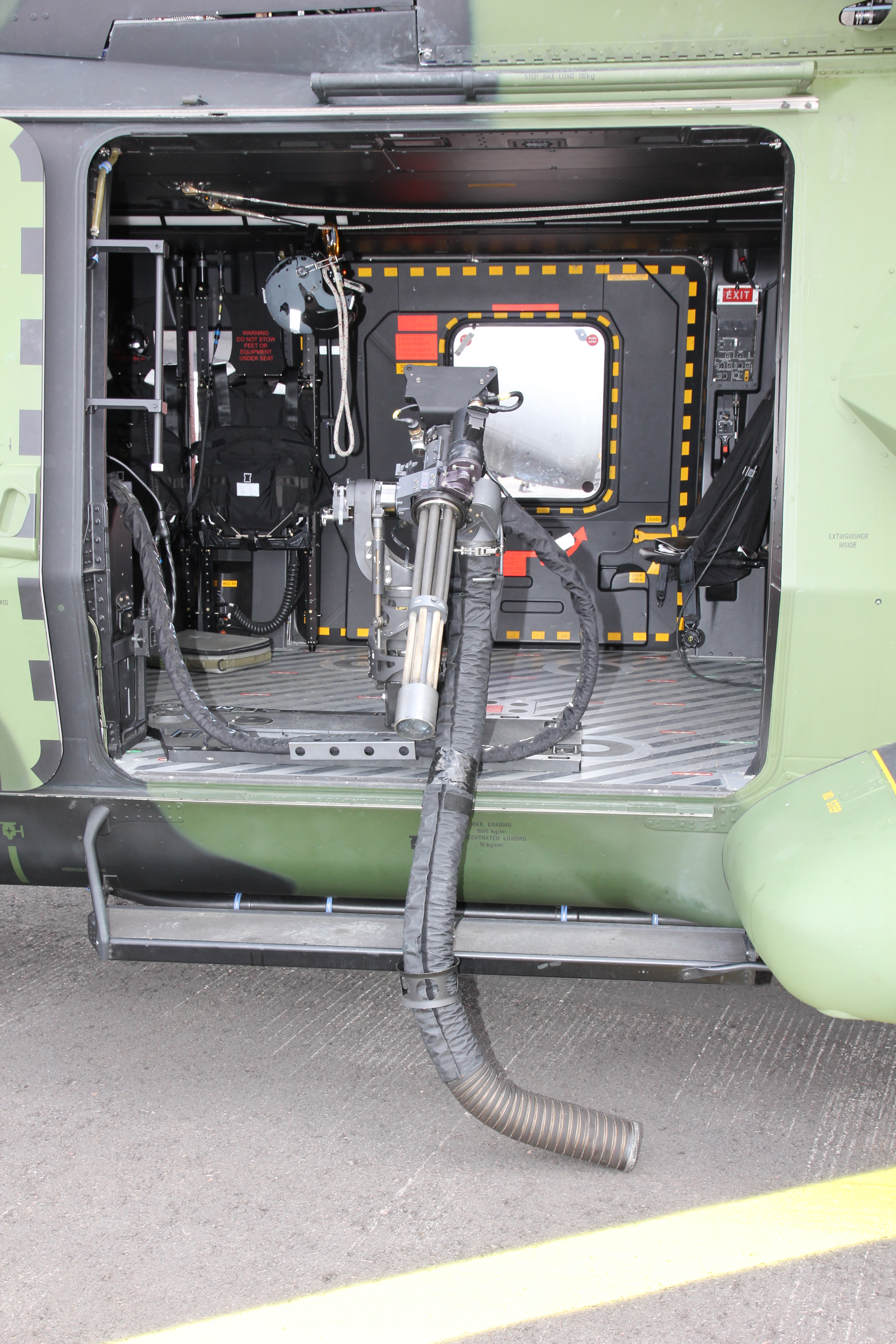
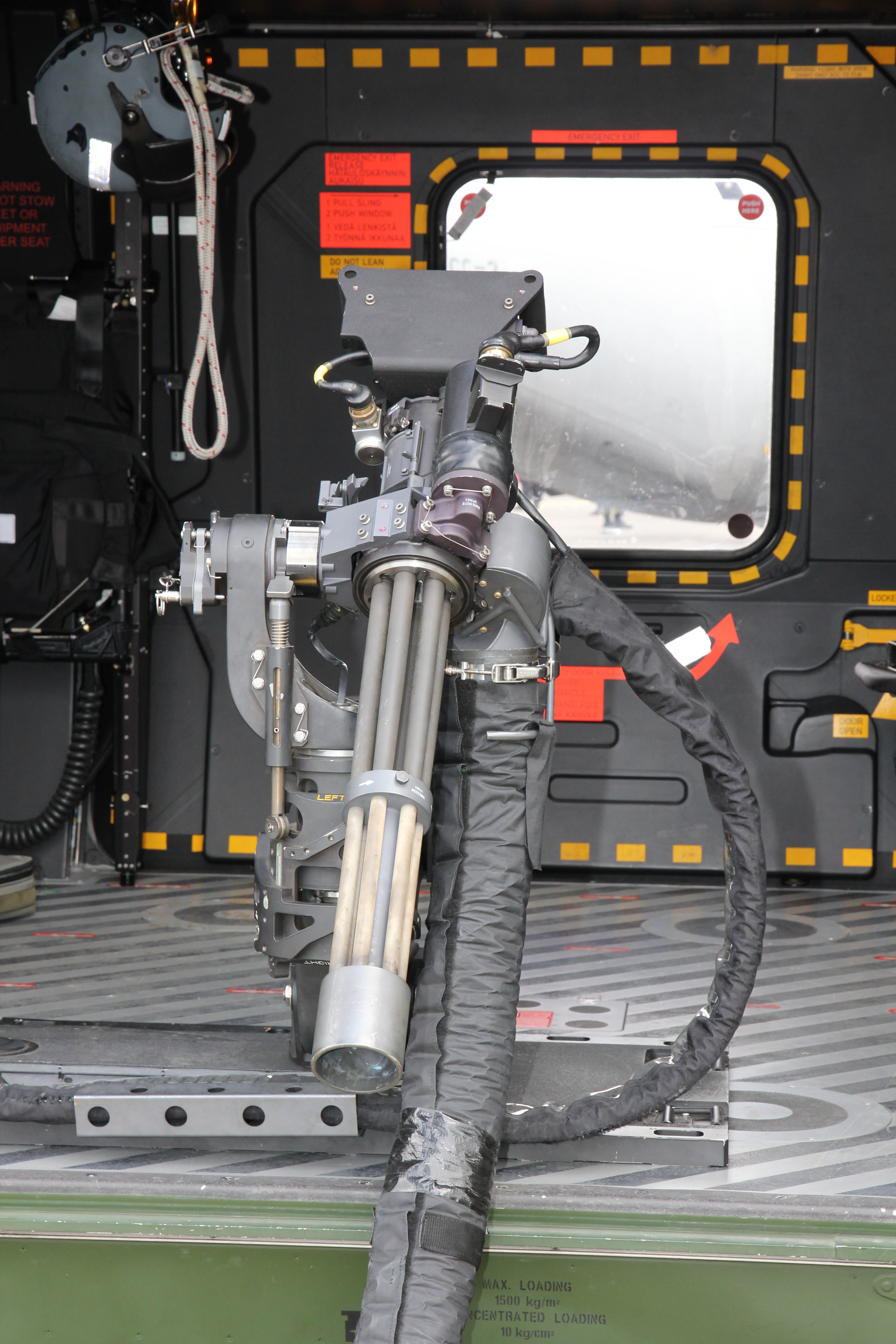
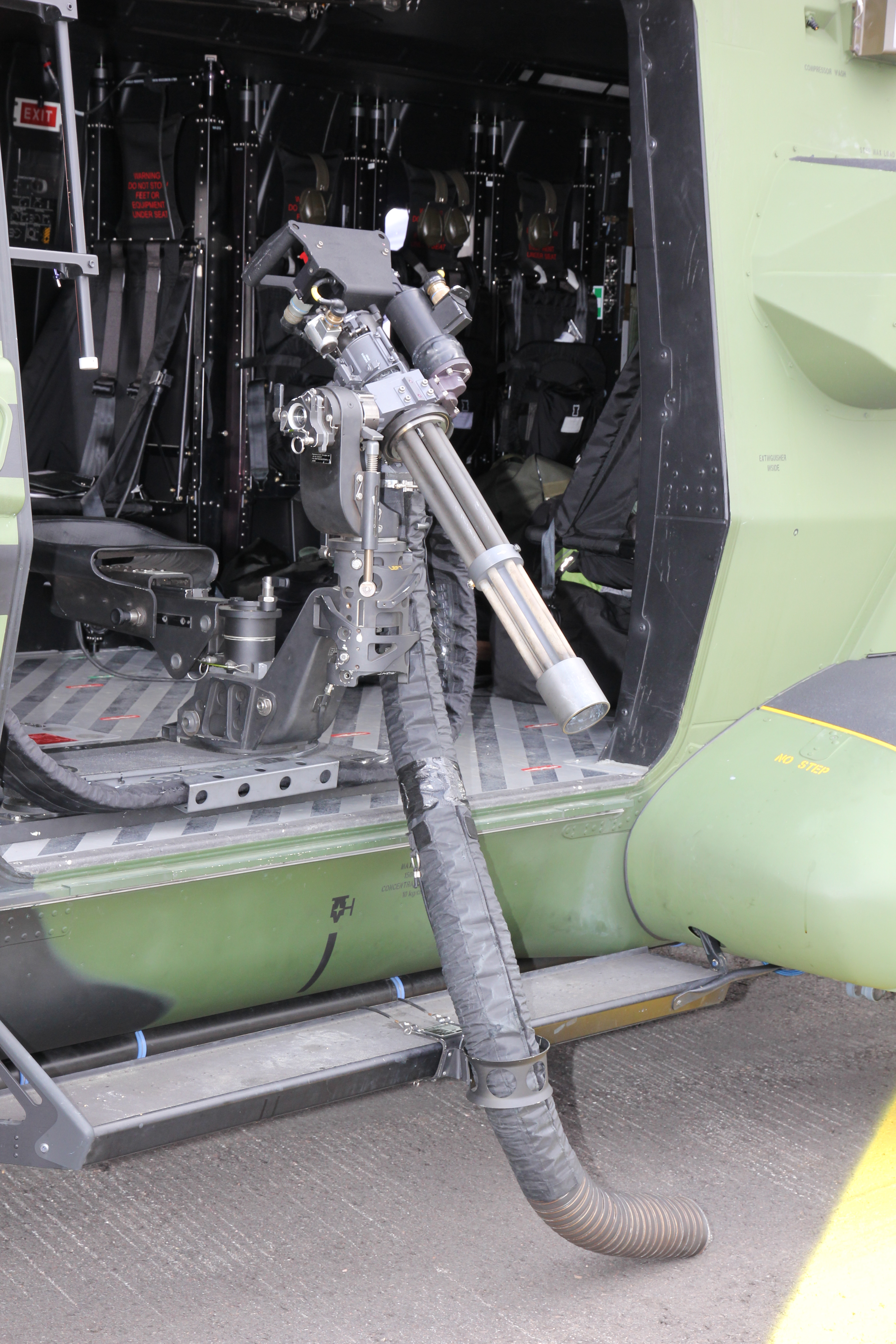
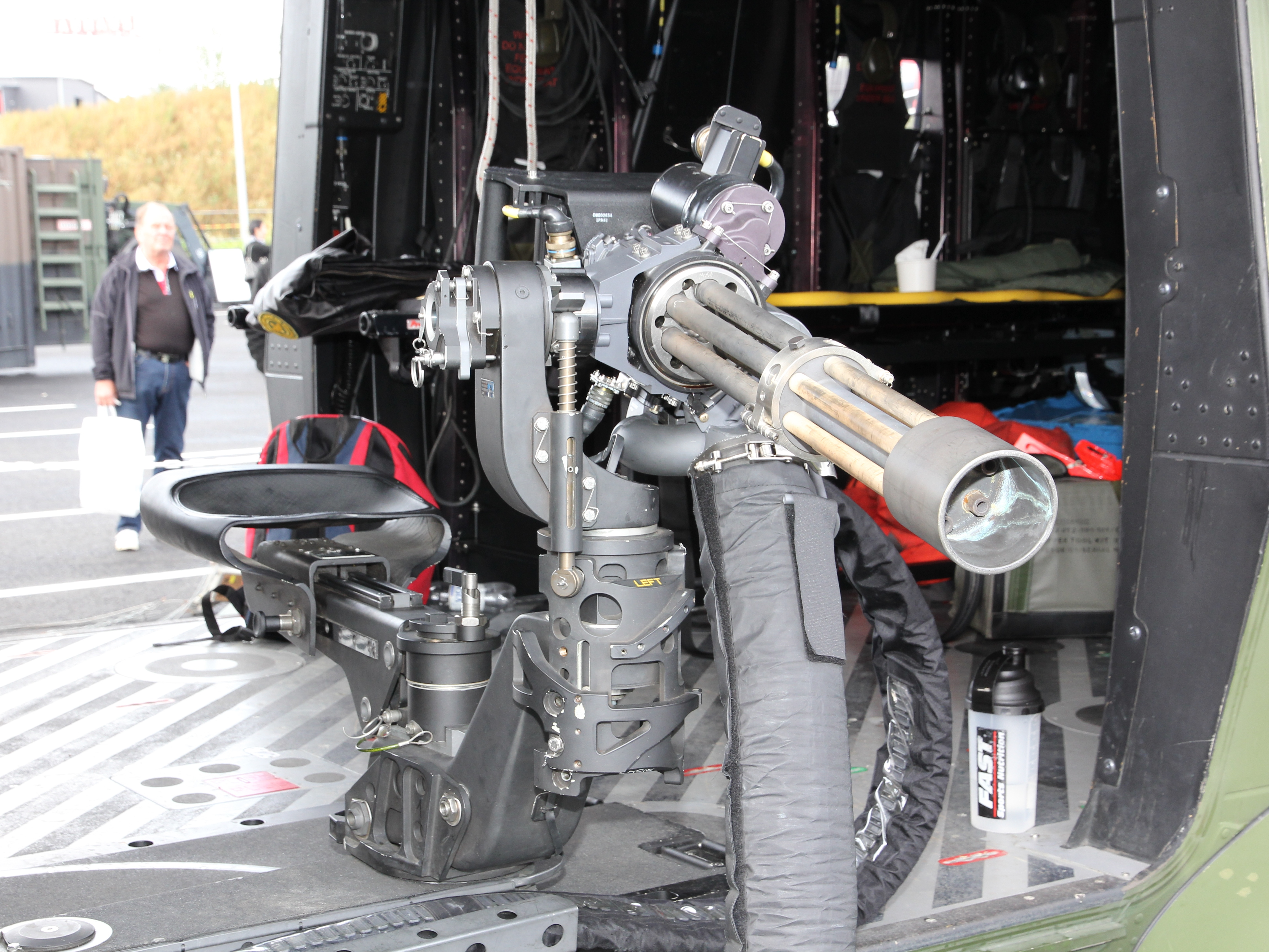
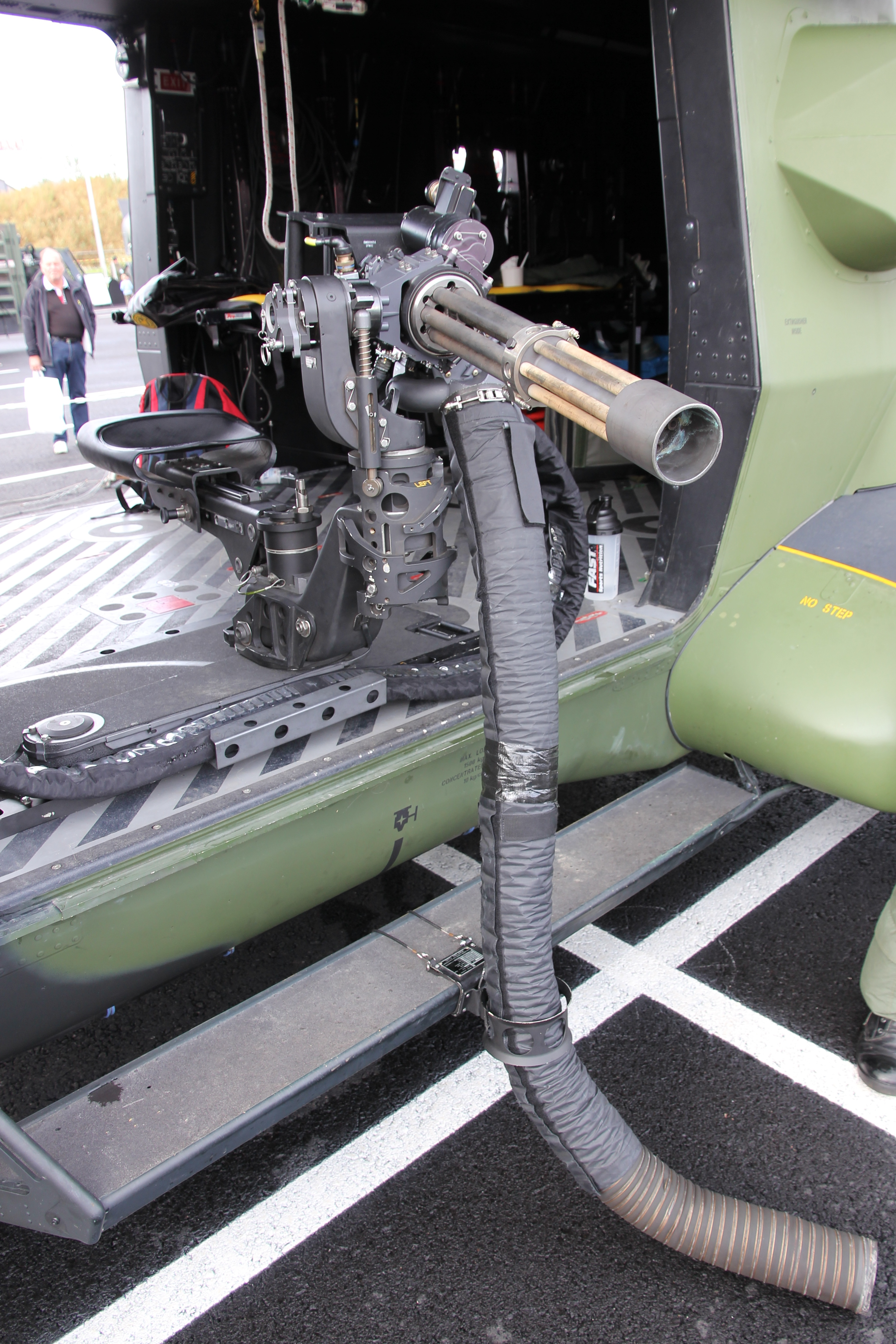
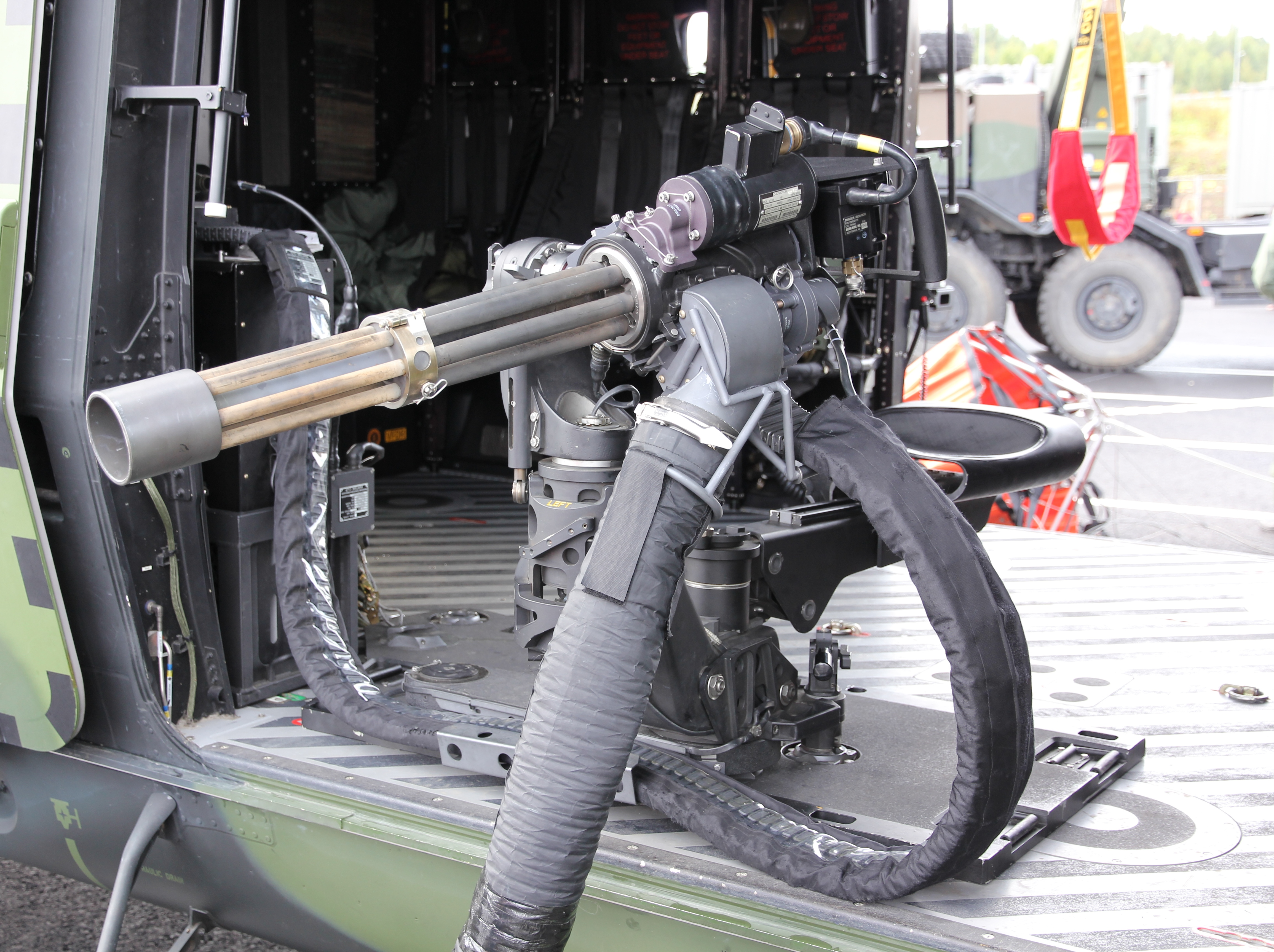

## 資料來源
1. 1 2 3 4 5 6 7  The Evolution of the M134D Minigun （页面存档备份，存于） - Defensemedianetwork.com, 30 May 2013
2. ↑  DILLON AERO 503D - DillonAero （页面存档备份，存于）, 25-01-2020
3. ↑  . Dillon Aero.   [30 September 2015]. （原始内容存档于2015-10-01）.
4. ↑  Dillon Aero on Discovery Channel 的存檔，存档日期2007-10-26.

## 外部連結
- （英文）—Dillon Aero Home （页面存档备份，存于）
- （英文）—GovernmentContractsWon.com